# Генрих III (герцог Брабанта)
Генрих III Добродушный (ок. 1231 года — Лёвен, 28 февраля 1261) — герцог Брабанта (с 1248 года). Сын Генриха II и Марии Швабской. Двор Генриха говорил преимущественно по-французски.
Приобрёл первый военный опыт под руководством своего двоюродного брата Вильгельма II, графа Голландии, и в 1248 году принял участие в его коронации в Ахене. Тем не менее, Генрих не поддержал Вильгельма в войне домов Дампьер и Авен, наследников графини Фландрии Маргариты II за наследство Фландрии и Эно.
После смерти Вильгельма Генрих поддерживал избранного римским королём короля Кастилии Альфонсо X в его притязаниях на престол Священной Римской империи.

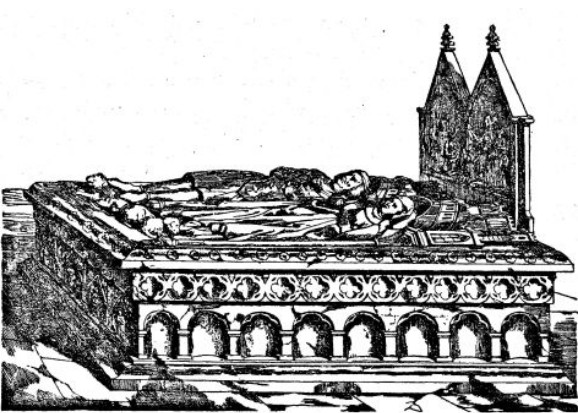
Надгробие Генриха и Аделаиды Бургундской. Э. Ван Эвен (1895)

Следуя примеру отца за несколько дней со смерти, Генрих публикует хартию-завещание (нидерл. landsprivilegie), гарантировавшую, в том числе и то, что жители Брабанта были подсудны только суду, что специальные налоги будут взиматься только на посвящение принцев в рыцари или их брак, а также в четко описанных условиях войны. Заботясь о спасении души, умирающий герцог пожаловал 4 000 лёвенских фунтов крестоносцам, а также предписал евреям, равно как и провансальским и итальянским банкирам покинуть Брабант или отказаться от ростовщичества. После смерти Генриха его супруга Аделаида Бургундская была регентом до совершеннолетия Генриха IV. Дабы разрешить проблему с изгнанием евреев и ростовщичеством, Аделаида Бургундская обратилась к Фоме Аквинскому, рассмотревшему этот казус в посвященном ей De regimine Judaeorum, ad Ducissam Brabantiae (1270-1271).
В церкви доминиканцев в Лёвене сохранились фрагменты надгробий Генриха и Аделаиды Бургундской. В XV веке надгробие, равно как и основанный Генрихом монастырь-кармелитов в Брюсселе, было отреставрировано при герцоге Бургундии Филиппе III Добром, искавшем сближения со старой брабантской знатью.

Генрих был покровителем поэтов и ему самому принадлежит несколько стихотворений:
Оригинальный текст (фр.)
Se cascuns dei monde savoit

Coument boine amour set ouvrer,

Jà nus ne s’esmerveilleroit

De cou k’ele mi fait canter.

Assés i puet on trover

Plus grant pooir de cestui ;

Fole gent plaine d’anui,

Trestout cil qui ami sont

Cuident la meilleur del mont

Avoir coisie ;

C’est encor plus grant maistrie.

Dame et amours, on ne me croit

Que vous me fachiés chans trouver,

Ains dient aucun orendroit

K’autrui i fais pour moi penser,

Mais ce ne me puet grever,

Car jou ne cant pour nului

Fors pour vous à cui jou sui,

Et vostre amour m’en semont,

Qui me maint el cuer parfont ;

Là l’ai sentie

Et ferai toute ma vie.

Je sai bien que, s’amours voloit,

Le plus lié feroit soupirer

Et ausitost, s’il li plaisoit,

Le feroit joie démener ;

Et tant vous os bien conter

Que des siens n’i a celui

Qu’ele ne feroit ancui

Plourer des iex de son front

Et puis rire; esgardés dont

S'à la foie

Puis canter, s’ele l’otrie.

Dame, à cui j’ai trestout donné,

Et cuer et cors entirement,

S’il vos daignoit venir en gré,

Fait m’averïés biau présent ;

Et tant sacent toute gent

Que vous estes mes confors,

Ma joie et mes depors,

Et pour ce vous pri merci

Que pour grever vostre ami

Ne creés mie

Mauparliere gent haïe.

## Брак и дети
В 1251 году Генрих женился на Аделаиде Бургундской (около 1233- 23 октября 1273), дочери герцога Бургундии Гуго IV. В этом браке родились:
1. Генрих IV (около 1251 — после 1272), герцог Брабанта. Отрёкся от престола и удалился в монастырь.
2. Иоанн I (1253 — 1294), герцог Брабанта, после отречения брата.
3. Готфрид, господин Арсхота. В 1277 году женился на Жанне Изабо де Вьерзон (ум. после 1296), погиб в Битве золотых шпор 11 июля 1302 года, Кортрейк)
4. Мария Брабантская (1256, Лёвен — 12 января, 1321, Мюрель). Замужем за Филиппом III Смелым, королём Франции[10].

Незаконнорождённый сын
- Жиль, из семьи ван дер Балх